# Kabelbaan van Brest

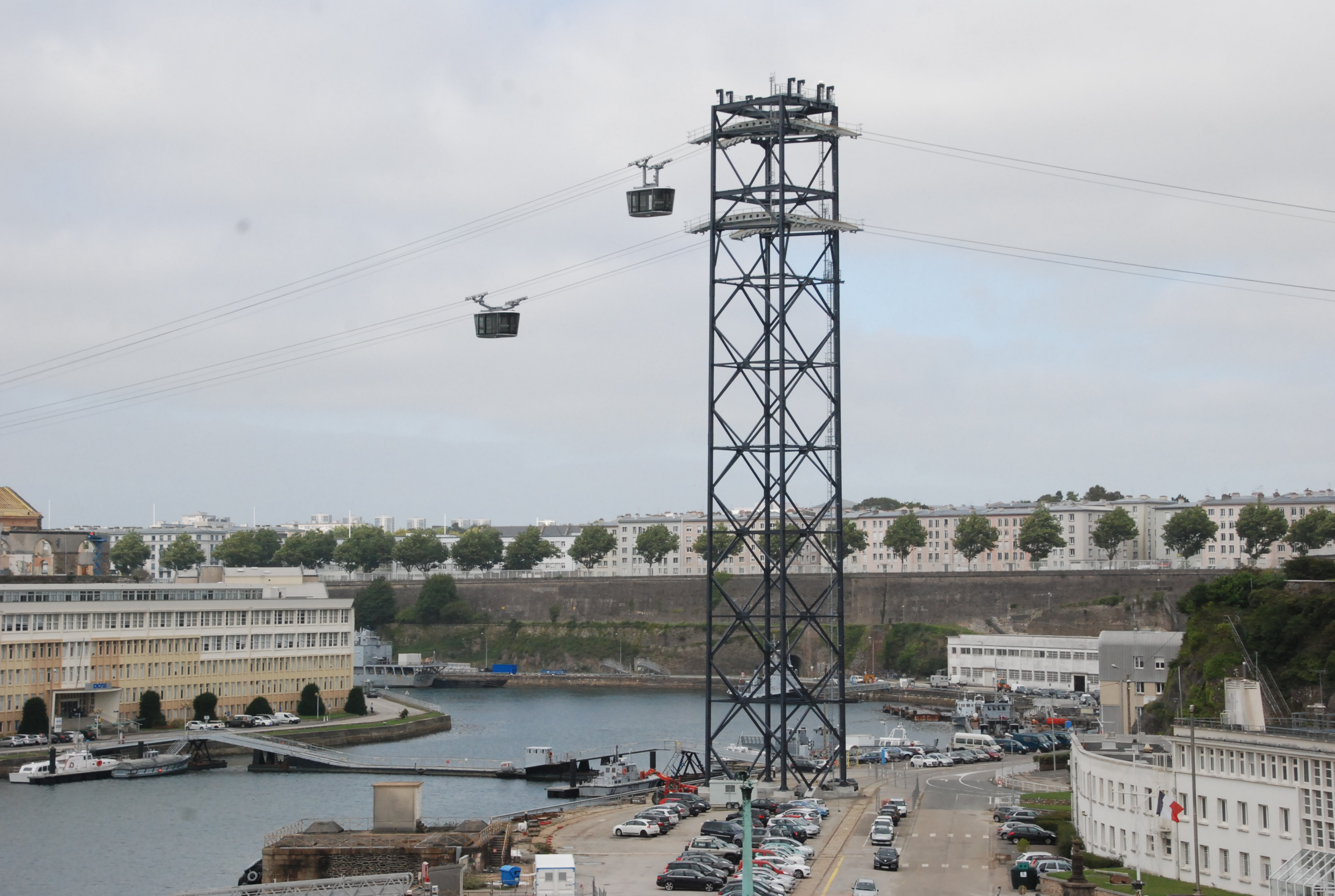

De kabelbaan van Brest (Frans: Téléphérique de Brest) is een kabelbaan in de Franse stad Brest. De kabelbaan werd geopend in 2016 en was de tweede kabelbaan in een stadscentrum in Frankrijk, na deze van Grenoble. De kabelbaan werd geopend om de wijk van Les Capucins te ontsluiten, die gescheiden is van het historische stadscentrum door de rivier Penfeld.
De kabelbaan is 460 meter lang en gaat van het historisch centrum naar de wijk Recouvrance en de wijk Les Capucins. De overtocht duurt drie minuten.

## Gondels
De gondels hebben een gedeeltelijk glazen vloer waardoor de inzittenden de rivier en de haven kunnen bekijken. Op vraag van de Franse marine werden de gondels zo aangepast dat de ramen verduisterd worden wanneer de gondels over de officierswoningen op de marinebasis van Brest gaan.